# Connarus renteriae
Connarus renteriae là một loài thực vật có hoa trong họ Connaraceae. Loài này được Carbonó, Forero & L.A.Vidal mô tả khoa học đầu tiên năm 1984.